# Saison 2007-2008 de la LHOu
Saison précédente Saison suivante
La saison 2007-2008 est la 42e saison de hockey sur glace de la Ligue de hockey de l'Ouest. Les Chiefs de Spokane remporte la coupe Ed-Chynoweth en battant les Hurricanes de Lethbridge en série éliminatoire. Spokane remporta également cette saison la coupe Memorial.

## Saison régulière
Ajout à la ligue avant le début de la saison d'une 22e franchise, soit les Oil Kings d'Edmonton. Ces derniers se joignant à la division centrale de la conférence de l'Est. 
La ligue apporte des changements pour la qualification aux séries éliminatoires, ainsi les huit meilleures équipes de chaque conférence accèderont au série comparativement aux quatre meilleurs de chaque division par le passé. Également, les champions de chaque division s'assure désormais des deux premières places du classement de leur conférence.

### Classement
| Division Est             | PJ | V  | D  | N | DP | Pts | BP  | BC  | Rang |
| ------------------------ | -- | -- | -- | - | -- | --- | --- | --- | ---- |
| Pats de Regina           | 72 | 44 | 22 | 4 | 2  | 94  | 217 | 206 | 2    |
| Wheat Kings de Brandon   | 72 | 42 | 24 | 3 | 3  | 90  | 253 | 209 | 6    |
| Broncos de Swift Current | 72 | 41 | 24 | 1 | 6  | 89  | 244 | 205 | 7    |
| Warriors de Moose Jaw    | 72 | 37 | 21 | 6 | 8  | 88  | 229 | 214 | 8    |
| Blades de Saskatoon      | 72 | 29 | 34 | 3 | 6  | 67  | 182 | 229 | 9    |
| Raiders de Prince Albert | 72 | 26 | 41 | 3 | 2  | 57  | 196 | 248 | 10   |

| Division Centrale        | PJ | V  | D  | N | DP | Pts | BP  | BC  | Rang |
| ------------------------ | -- | -- | -- | - | -- | --- | --- | --- | ---- |
| Hitmen de Calgary        | 72 | 47 | 20 | 1 | 4  | 99  | 259 | 166 | 1    |
| Hurricanes de Lethbridge | 72 | 45 | 21 | 2 | 4  | 96  | 245 | 175 | 3    |
| Tigers de Medicine Hat   | 72 | 43 | 22 | 5 | 2  | 93  | 234 | 198 | 4    |
| Ice de Kootenay          | 72 | 42 | 22 | 5 | 3  | 92  | 229 | 214 | 5    |
| Oil Kings d'Edmonton     | 72 | 22 | 39 | 4 | 7  | 55  | 162 | 241 | 11   |
| Rebels de Red Deer       | 72 | 18 | 47 | 4 | 3  | 43  | 145 | 255 | 12   |

| Division B.C.            | PJ | V  | D  | N | DP | Pts | BP  | BC  | Rang |
| ------------------------ | -- | -- | -- | - | -- | --- | --- | --- | ---- |
| Giants de Vancouver      | 72 | 49 | 15 | 2 | 6  | 106 | 250 | 155 | 2    |
| Rockets de Kelowna       | 72 | 38 | 26 | 2 | 6  | 84  | 248 | 215 | 5    |
| Bruins de Chilliwack     | 72 | 28 | 35 | 4 | 5  | 65  | 206 | 241 | 7    |
| Blazers de Kamloops      | 72 | 27 | 41 | 2 | 2  | 58  | 197 | 253 | 8    |
| Cougars de Prince George | 72 | 20 | 48 | 1 | 3  | 44  | 172 | 304 | 9    |

| Division U.S.            | PJ | V  | D  | N | DP | Pts | BP  | BC  | Rang |
| ------------------------ | -- | -- | -- | - | -- | --- | --- | --- | ---- |
| Americans de Tri-City    | 72 | 52 | 16 | 2 | 2  | 108 | 262 | 176 | 1    |
| Chiefs de Spokane        | 72 | 50 | 15 | 1 | 6  | 107 | 251 | 160 | 3    |
| Thunderbirds de Seattle  | 72 | 42 | 23 | 5 | 2  | 91  | 241 | 179 | 4    |
| Silvertips d'Everett     | 72 | 39 | 30 | 0 | 3  | 81  | 205 | 198 | 6    |
| Winter Hawks de Portland | 72 | 11 | 58 | 2 | 1  | 25  | 132 | 318 | 10   |

### Meilleurs pointeurs
| Joueur             | Équipe       | PJ | B  | A  | Pts | Pun |
| ------------------ | ------------ | -- | -- | -- | --- | --- |
| Mark Santorelli    | Chilliwack   | 72 | 27 | 74 | 101 | 40  |
| Colin Long         | Kelowna      | 72 | 31 | 69 | 100 | 41  |
| Colton Yellow Horn | Tri-City     | 67 | 48 | 49 | 97  | 63  |
| Tyler Ennis        | Medicine Hat | 70 | 43 | 48 | 91  | 42  |
| Steve DaSilva      | Kootenay     | 68 | 40 | 49 | 89  | 47  |
| Mitch Fadden       | Lethbridge   | 72 | 34 | 55 | 89  | 72  |
| Jordan Knackstedt  | Moose Jaw    | 72 | 31 | 54 | 85  | 116 |
| Dan Gendur         | Everett      | 60 | 29 | 55 | 84  | 68  |
| Bud Holloway       | Seattle      | 70 | 43 | 40 | 83  | 55  |
| Oscar Möller       | Chilliwack   | 63 | 39 | 44 | 83  | 42  |

## Séries éliminatoires
Note : Pour le premier tour des séries, les premiers de chaque divisions affrontent les équipes ayant terminé quatrièmes alors que les deuxièmes de division font face à ceux ayant terminé troisième. Les vainqueurs du premier tour sont par la suite arrangés selon leur classement final en saison régulière.
|  | Huitièmes de finale      | Huitièmes de finale      |                          |   | Quarts de finale | Quarts de finale |  |  | Demi-finales | Demi-finales |  |  | Finale | Finale |
|  | Huitièmes de finale      | Huitièmes de finale      |                          |   | Quarts de finale | Quarts de finale |  |  | Demi-finales | Demi-finales |  |  | Finale | Finale |
|  |                          |                          |                          |   |                  |                  |  |  |              |              |  |  |        |        |
|  |                          |                          |                          |   |                  |                  |  |  |              |              |  |  |        |        |
|  |                          |                          |                          |   |                  |                  |  |  |              |              |  |  |        |        |
|  | Hitmen de Calgary        | 4                        |                          |   |                  |                  |  |  |              |              |  |  |        |        |
|  | Hitmen de Calgary        | 4                        |                          |   |                  |                  |  |  |              |              |  |  |        |        |
|  | Warriors de Moose Jaw    | 2                        |                          |   |                  |                  |  |  |              |              |  |  |        |        |
|  | Warriors de Moose Jaw    | 2                        | Hitmen de Calgary        | 4 |                  |                  |  |  |              |              |  |  |        |        |
|  |                          |                          | Hitmen de Calgary        | 4 |                  |                  |  |  |              |              |  |  |        |        |
|  |                          | Broncos de Swift Current | 2                        |   |                  |                  |  |  |              |              |  |  |        |        |
|  | Pats de Regina           | Broncos de Swift Current | 2                        | 2 |                  |                  |  |  |              |              |  |  |        |        |
|  | Pats de Regina           |                          |                          | 2 |                  |                  |  |  |              |              |  |  |        |        |
|  | Broncos de Swift Current | 4                        |                          |   |                  |                  |  |  |              |              |  |  |        |        |
|  | Broncos de Swift Current | 4                        | Hitmen de Calgary        | 0 |                  |                  |  |  |              |              |  |  |        |        |
|  |                          |                          | Hitmen de Calgary        | 0 |                  |                  |  |  |              |              |  |  |        |        |
|  |                          | Hurricanes de Lethbridge | 4                        |   |                  |                  |  |  |              |              |  |  |        |        |
|  | Hurricanes de Lethbridge | Hurricanes de Lethbridge | 4                        | 4 |                  |                  |  |  |              |              |  |  |        |        |
|  | Hurricanes de Lethbridge |                          |                          | 4 |                  |                  |  |  |              |              |  |  |        |        |
|  | Wheat Kings de Brandon   | 2                        |                          |   |                  |                  |  |  |              |              |  |  |        |        |
|  | Wheat Kings de Brandon   | 2                        | Hurricanes de Lethbridge | 4 |                  |                  |  |  |              |              |  |  |        |        |
|  |                          |                          | Hurricanes de Lethbridge | 4 |                  |                  |  |  |              |              |  |  |        |        |
|  |                          | Ice de Kootenay          | 1                        |   |                  |                  |  |  |              |              |  |  |        |        |
|  | Tigers de Medicine Hat   | Ice de Kootenay          | 1                        | 1 |                  |                  |  |  |              |              |  |  |        |        |
|  | Tigers de Medicine Hat   |                          |                          | 1 |                  |                  |  |  |              |              |  |  |        |        |
|  | Ice de Kootenay          | 4                        |                          |   |                  |                  |  |  |              |              |  |  |        |        |
|  | Ice de Kootenay          | 4                        | Hurricanes de Lethbridge | 0 |                  |                  |  |  |              |              |  |  |        |        |
|  |                          |                          | Hurricanes de Lethbridge | 0 |                  |                  |  |  |              |              |  |  |        |        |
|  |                          | Chiefs de Spokane        | 4                        |   |                  |                  |  |  |              |              |  |  |        |        |
|  | Americans de Tri-City    | Chiefs de Spokane        | 4                        | 4 |                  |                  |  |  |              |              |  |  |        |        |
|  | Americans de Tri-City    |                          |                          | 4 |                  |                  |  |  |              |              |  |  |        |        |
|  | Blazers de Kamloops      | 0                        |                          |   |                  |                  |  |  |              |              |  |  |        |        |
|  | Blazers de Kamloops      | 0                        | Americans de Tri-City    | 4 |                  |                  |  |  |              |              |  |  |        |        |
|  |                          |                          | Americans de Tri-City    | 4 |                  |                  |  |  |              |              |  |  |        |        |
|  |                          | Thunderbirds de Seattle  | 1                        |   |                  |                  |  |  |              |              |  |  |        |        |
|  | Thunderbirds de Seattle  | Thunderbirds de Seattle  | 1                        | 4 |                  |                  |  |  |              |              |  |  |        |        |
|  | Thunderbirds de Seattle  |                          |                          | 4 |                  |                  |  |  |              |              |  |  |        |        |
|  | Rockets de Kelowna       | 3                        |                          |   |                  |                  |  |  |              |              |  |  |        |        |
|  | Rockets de Kelowna       | 3                        | Americans de Tri-City    | 3 |                  |                  |  |  |              |              |  |  |        |        |
|  |                          |                          | Americans de Tri-City    | 3 |                  |                  |  |  |              |              |  |  |        |        |
|  |                          | Chiefs de Spokane        | 4                        |   |                  |                  |  |  |              |              |  |  |        |        |
|  | Giants de Vancouver      | Chiefs de Spokane        | 4                        | 4 |                  |                  |  |  |              |              |  |  |        |        |
|  | Giants de Vancouver      |                          |                          | 4 |                  |                  |  |  |              |              |  |  |        |        |
|  | Bruins de Chilliwack     | 0                        |                          |   |                  |                  |  |  |              |              |  |  |        |        |
|  | Bruins de Chilliwack     | 0                        | Giants de Vancouver      | 2 |                  |                  |  |  |              |              |  |  |        |        |
|  |                          |                          | Giants de Vancouver      | 2 |                  |                  |  |  |              |              |  |  |        |        |
|  |                          | Chiefs de Spokane        | 4                        |   |                  |                  |  |  |              |              |  |  |        |        |
|  | Chiefs de Spokane        | Chiefs de Spokane        | 4                        | 4 |                  |                  |  |  |              |              |  |  |        |        |
|  | Chiefs de Spokane        |                          |                          | 4 |                  |                  |  |  |              |              |  |  |        |        |
|  | Silvertips d'Everett     | 0                        |                          |   |                  |                  |  |  |              |              |  |  |        |        |
|  | Silvertips d'Everett     | 0                        |                          |   |                  |                  |  |  |              |              |  |  |        |        |

## Honneurs et trophées
- Trophée Scotty-Munro, remis au champion de la saison régulière : Americans de Tri-City.
- Trophée commémoratif des quatre Broncos, remis au meilleur joueur : Karl Alzner, Hitmen de Calgary.
- Trophée Daryl-K.-(Doc)-Seaman, remis au meilleur joueur étudiant : Jordan Eberle, Pats de Regina.
- Trophée Bob-Clarke, remis au meilleur pointeur : Mark Santorelli, Bruins de Chilliwack.
- Trophée Brad-Hornung, remis au joueur ayant le meilleur esprit sportif : Tyler Ennis, Tigers de Medicine Hat.
- Trophée commémoratif Bill-Hunter, remis au meilleur défenseur : Karl Alzner, Hitmen de Calgary.
- Trophée Jim-Piggott, remis à la meilleure recrue : Brayden Schenn, Wheat Kings de Brandon.
- Trophée Del-Wilson, remis au meilleur gardien : Chet Pickard, Americans de Tri-City.
- Trophée Dunc-McCallum, remis au meilleur entraîneur : Don Nachbaur, Americans de Tri-City.
- Trophée Lloyd-Saunders, remis au membre exécutif de l'année : Bob Tory, Americans de Tri-City.
- Trophée Allen-Paradice, remis au meilleur arbitre : Andy Thiessen.
- Trophée St. Clair Group, remis au meilleur membre des relations publique : Kip Reghenas, Hitmen de Calgary.
- Trophée Doug-Wickenheiser, remis au joueur ayant démontré la meilleure implication auprès de sa communauté : Ashton Hewson, Raiders de Prince Albert.
- Trophée plus-moins de la WHL, remis au joueur ayant le meilleur ratio +/- : Greg Scott, Thunderbirds de Seattle.
- Trophée airBC, remis au meilleur joueur en série éliminatoire : Tyler Johnson, Chiefs de Spokane.